# Giuseppe Badaracco

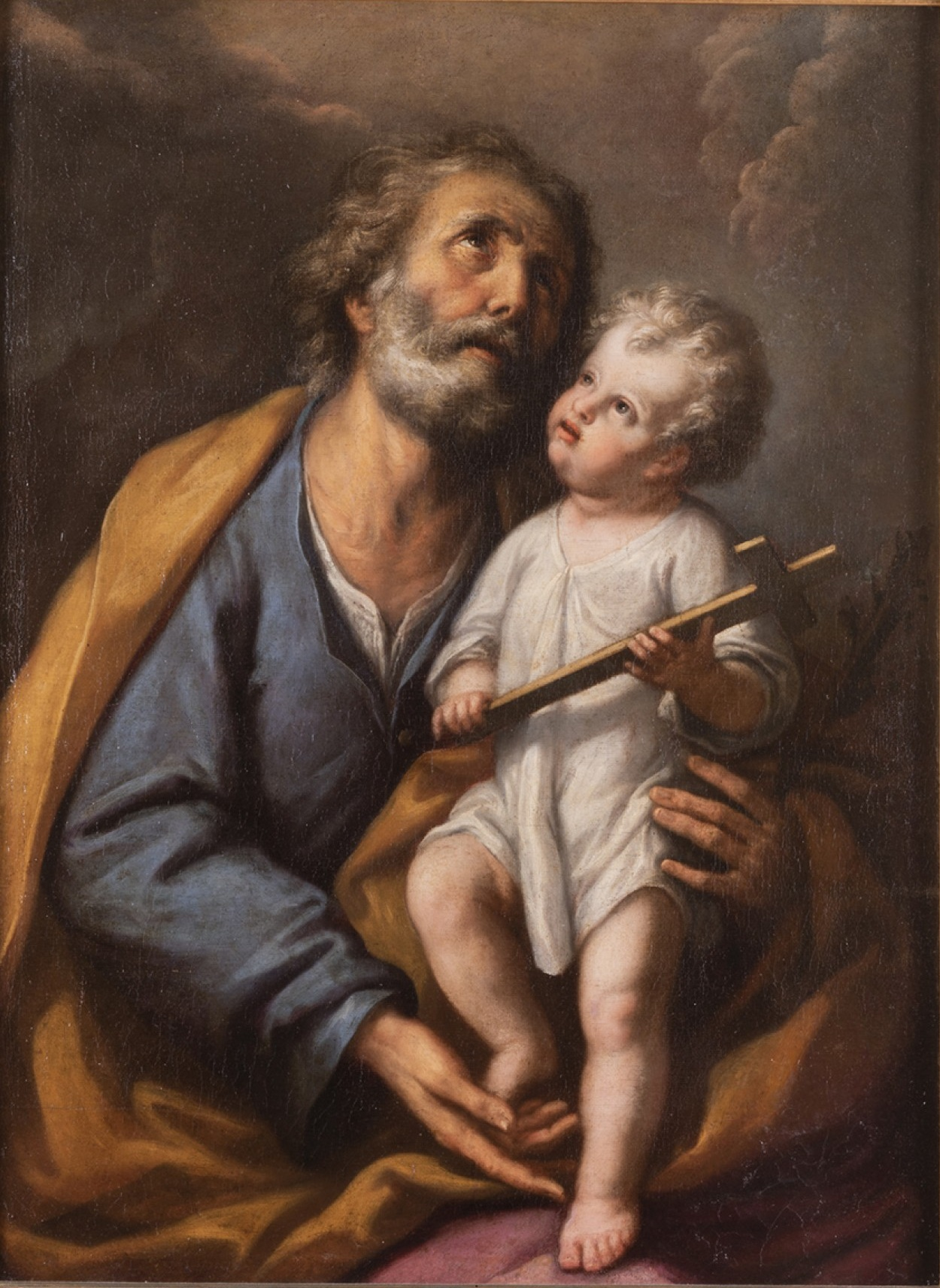
San Giuseppe con Bambino Giuseppe Badaracco.jp

Giuseppe Badaracco, detto Il Sordo (Genova, 1588 – Genova, 1657), è stato un pittore italiano del periodo Barocco, attivo soprattutto a Genova, in Liguria ed anche in Corsica. È noto soprattutto per i suoi ritratti e i dipinti di carattere religioso.

## Biografia
Giuseppe Badaracco  nato a Genova nel 1588, di famiglia benestante, si applicò dapprima allo studio delle lettere e poi alla pittura.
Fu allievo di Bernardo Strozzi e di Giovanni Andrea Ansaldo.
Si trasferì poi a Firenze, dove si trattenne per alcuni anni. Qui prese a modello le opere di Andrea del Sarto, delle quali fece numerose copie.
Tornò a Genova intorno al 1625. Produsse numerosi quadri soprattutto per conto di privati.
Operò anche in Corsica (che allora faceva parte della Repubblica di Genova), dove dipinse quadri a soggetto religioso per molte chiese di paesi nei dintorni di Bastia, influenzando anche lo stile dei pittori locali.
Morì nel 1657, quasi settantenne, vittima di un'epidemia di peste che quell'anno fece numerose vittime a Genova.
Ebbe quattro figli, tra i quali Giovanni Raffaele (1648-1717), che fu suo allievo e divenne anch'egli un apprezzato pittore.

## Opere
Durante la sua carriera artistica Giuseppe Badaracco produsse numerose opere.
Di seguito un elenco di alcune di esse:
- Pala d'altare raffigurante la Madonna col Bambino e i santi Pietro, Erasmo e Antonio Abate, chiesa di San Matteo a Borghetto Santo Spirito.
- Miracolo della mula di sant'Antonio da Padova, oratorio di San Giuseppe a Borghetto Santo Spirito (Savona).

Entrambi questi dipinti sono caratterizzati dallo sfondo che mostra due diverse vedute secentesche di Borghetto Santo Spirito (nel primo si vede la cittadina dal mare con le mura, i torrioni e la chiesa parrocchiale, nel secondo il loggiato ancora oggi esistente nel centro storico).

- San Pietro martire in preghiera, dalla chiesa di San Domenico a Crema, conservato nel Museo dell'Accademia Tadini a Lovere.[3]
- Intercessione di Maria e Giuseppe alla Trinità per le anime del Purgatorio, chiesa di San Pierre a Luri (Corsica).  Numerosi altri suoi dipinti sono stati individuati in chiese della Corsica, principalmente a Bastia e nei dintorni
- Intercessione di Maria per le anime del Purgatorio, Cattedrale di Santa Maria Assunta, Bastia (Corsica).
- San Filippo Neri in adorazione del Crocifisso, chiesa dei Santi Nicolò ed Erasmo (Genova-Voltri).
- Santi Erasmo, Chiara e Nicola, basilica di Santa Maria Assunta a Camogli
- Maria Vergine consegna lo scapolare a san Simone Stock, coi santi Giovanni Battista e Giuseppe, chiesa dei Santi Pietro e Paolo di Ceriana (Imperia).
- Morte di san Giuseppe, chiesa di Sant'Antimo a Piombino (Livorno).
- San Francesco da Paolaì, oratorio di San Rocco a Tortona (Alessandria); attribuzione non certa.
- Nella chiesa di Sant’Antonio Abate a Diano Marina si trovano opere di Giuseppe Badaracco. Intercessione di Maria per le anime del Purgatorio, Cattedrale Santa Maria Assunta di Bastia, Corsica

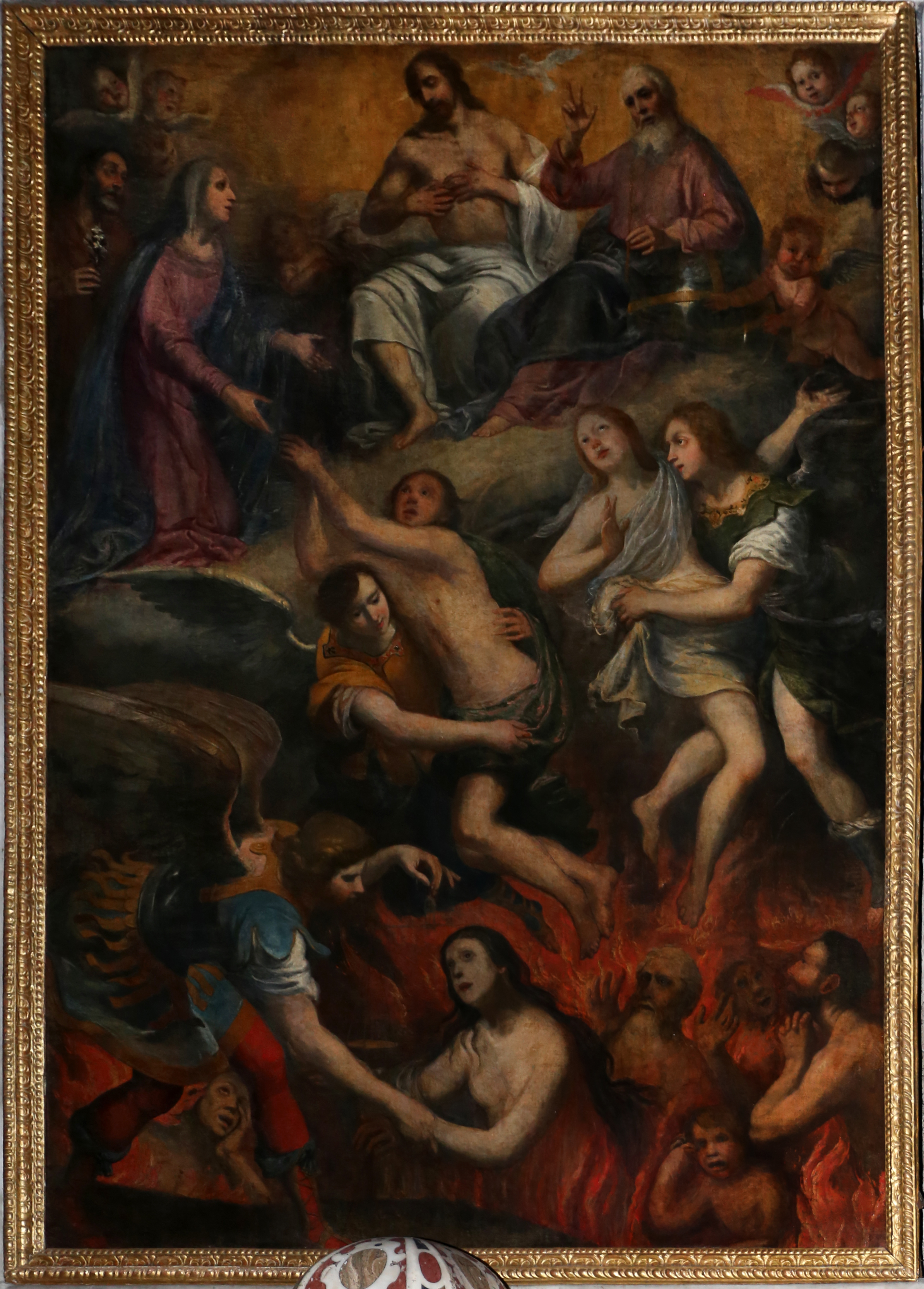
Intercessione di Maria per le anime del Purgatorio, Cattedrale Santa Maria Assunta di Bastia, Corsica